# آدریان بوتزکه
آدریان بوتزکه (انگلیسی: Adrián Butzke؛ زادهٔ ۳۰ مارس ۱۹۹۹) بازیکن فوتبال است که در پست مهاجم برای باشگاه پرتغالی پاسوژ د فریرا، قرضی از گرانادا بازی می‌کند.